# Elena Georgescu
Elena Georgescu-Nedelcu (Bucarest, 10 de abril de 1964) es una remera rumana que ha llegado a ganar cinco medallas olímpicas en ocho competiciones disputadas.

## Biografía
Elena ganó el oro olímpico en el ocho rumano en los Juegos Olímpicos de 1996, 2000 y 2004. En esa misma especialidad fue medalla de plata en 1992 en Barcelona y bronce en Pekín 2008.